# Vincenzo Monachino
Vincenzo Monachino (* 6. Februar 1910 in San Lorenzo Nuovo; † 11. September 2000 in Rom) war ein italienischer Jesuit und Kirchenhistoriker.

## Leben
Vincenzo Monachino wurde 1910 in der mittelitalienischen Provinz Viterbo in eine Gutsbesitzerfamilie geboren. Er trat 1928 in den Jesuitenorden ein und studierte zunächst im regionalen Seminar von Anagni und dann an der Päpstliche Universität Gregoriana. Nachdem er 1934 das Lizentiat in Philosophie erhalten hatte, wurde er von 1935 bis 1939 zu einem Studienaufenthalt an das Ignatiuskolleg in Valkenburg, Niederlanden, geschickt. Nach seiner Rückkehr nach Rom promovierte er 1944 in Kirchengeschichte an der Gregoriana und 1945 in Geisteswissenschaften an der Universität La Sapienza in Rom. Im Jahr 1951 erhielt er eine Professur für die Geschichte des Christentums. Von 1954 bis 1967 und 1974 bis 1979 war er Dekan der kirchengeschichtlichen Fakultät der Gregoriana.
Er gehörte 1956 zu den Gründern der Vereinigung kirchlicher Archive in Italien (Associazione Archivistica Ecclesiastica), deren Präsident er von 1976 bis 1999 war. Er war Mitglied des Päpstlichen Komitees für Geschichtswissenschaft und von 1976 bis 1988 Präsident der italienischen Vereinigung der Professoren für Kirchengeschichte.

## Wirken
Seiner Initiative verdankt sich die Realisierung des Führers der Diözesanarchive Italiens (Guida degli archivi diocesani d'Italia), den er Ende der 1970er-Jahre geplant hatte und im folgenden Jahrzehnt gemeinsam mit italienischen Kirchenhistorikern realisierte. Die drei Bände sind zwischen 1990 und 1998 erschienen. Nach seinem Tod im Jahr 2000 folgte ein weiterer Führer zu den Archiven der Domkapitel in Italien (Guida degli archivi capitolari d'Italia), der von seinem Nachfolger an der Spitze der Associazione Archivistica Ecclesiastica realisiert wurde.

## Werke (Auswahl)
- Vincenzo Monachino: Il papato tra Bizantini e Longobardi. In: Pio Paschini, Vincenzo Monachino (Hrsg.): I Papi nella storia. Colletti, Rom 1961 S. 556–795
- Mario Fois, Vincenzo Monachino, Felix Litva (Hrsg.): Dalla Chiesa antica alla Chiesa moderna: Miscellanea per il cinquantesimo della Facoltà di Storia Ecclesiastica della Pontificia Università Gregoriana. Rom 1983
- Vincenzo Monachino, Emanuele Boaga, u. a. (Hrsg.): Guida degli archivi diocesani d'Italia (Vol. 1-3). Associazione Archivistica Ecclesiastica, Rom 1990–1998
- Associazione Archivistica Ecclesiastica (Hrsg.): Guida degli archivi capitolari d' Italia: orientamenti per la scheda descrittiva degli Archivi. Rom 1998

## Ehrungen
- Ehrendoktorat der Universität Innsbruck (1970)[3]